# (76) Фрейя
(76) Фрейя (лат. Freia) — астероид внешней части главного пояса, который принадлежит к спектральному классу P. Он был открыт 21 октября 1862 года немецким астрономом Генрихом д’Арре в обсерватории Копенгагенского университета и назван в честь Фрейи, богини любви и красоты в германо-скандинавской мифологии.

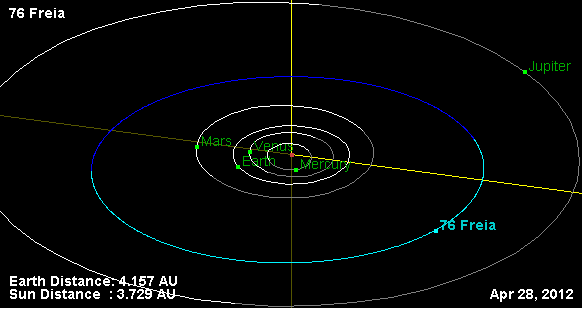
Орбита астероида Фрейя и его положение в Солнечной системе

В 1971 году орбитальные характеристики движения Фреи были использованы в расчётах для определения массы Юпитера. Размеры астероида были определены по результатам наблюдений, проведённых с помощью космической лаборатории IRAS.